# David Oakes
David Oakes (ur. 14 października 1983 w Fordingbridge) – brytyjski aktor teatralny, telewizyjny i filmowy.

## Życiorys
Studiował literaturę angielską na The University of Manchester, a w 2007 został absolwentem szkoły aktorskiej Bristol Old Vic Theatre School.
Jako aktor teatralny związany z teatrami brytyjskimi. Zagrał m.in. w adaptacji sztuki Williama Shakespeare’a Stracone zachody miłości. W telewizji debiutował w 2008 w serialu Bonekickers. W 2010 pojawił się jako William Hamleigh w miniserialu Filary Ziemi. W 2011 wcielił się w postać Juana Borgii w produkowanym przez stację Showtime serialu Rodzina Borgiów.

## Wybrana filmografia
- 2008: Bonekickers (serial TV)
- 2008: Walter's War (film TV)
- 2009: Henry VIII: Mind of a Tyrant (serial TV)
- 2009: Trinity (serial TV)
- 2010: Filary Ziemi (miniserial)
- 2011: Rodzina Borgiów (serial TV)
- 2012: Raz, dwa, trzy, umierasz ty! (film TV)
- 2013: Biała królowa (miniserial)
- 2016: Wiktoria (serial TV)
- 2018: Studniówk@
- 2022: Wikingowie: Walhalla